# Bálint Lajos (villamosmérnök)
Bálint Lajos (Csepel, 1946. március 27. – 2019. december 6.) magyar okleveles villamosmérnök, PhD, a KIFÜ vezető tanácsadója, a HUNGARNET Egyesület elnökségi tagja, címzetes egyetemi docens, a műszaki tudományok kandidátusa.

## Életpályája
| 1969–1982: a Távközlési Kutató Intézetben tudományos főmunkatárs, majd tudományos főosztályvezető, ahol rendszerelmélettel, rendszertervezéssel, berendezéskonstrukcióval, hálózat-elmélettel, elektronikus áramkörtervezéssel, mikroelektronikával, számítógépes tervezés-gyártás-ellenőrzéssel, elektromágneses térelmélettel, elektronikus eszközmodellezéssel foglalko-zott. |
| 1982–1985: MTA-SzTAKI Elektronikus Rendszerek Elmélete Kutatócsoportjában tudományos főmunkatárs, ahol rendszerelmélet, hálózatelmélet, számítógépes tervezés-gyártás-ellenőr-zés volt a szakterülete. |
| 1985–1997: a Magyar Tudományos Akadémián főtanácsos volt és tudományszervezéssel, kutatásirányítással, infokommunikációval, stratégiai tervezéssel, infrastruktúrafejlesztéssel fog-lalkozott. |
| 1997–1999: a Nemzeti Hírközlési és Informatikai Tanács igazgatója volt; az infokommunikációs, és telekommunikációs stratégiai tervezés, szakmai és gazdasági vezetés volt a feladata. |
| 1999–2000: a Nemzeti Kulturális Örökség Minisztériuma informatikai főosztályvezetője, ahol informatikai fejlesztéssel, információs infrastruktúraszolgáltatással, digitális tartalomgazdálko-dással, gazdasági irányítással foglalkozott. |
| 2000–2016: a Nemzeti Információs Infrastruktúra Fejlesztési Intézet nemzetközi kapcsolatok igazgatóhelyettese. Tevékenysége kiterjedt az Európai és globális együttműködés biztosítá-sára a NIIF Intézet és a teljes magyar kutatói hálózati közösség számára, a nemzetközi kapcsolattartásra a kutatói hálózati és e-Infrastruktúra szervezetekben, delegált ill. választott funkci-ók betöltésére (Terena, Delivery of Advanced Network Technology to Europe (DANTE), NREN PC, e-IRG, ENPG, NATO-CNAP, ISOC-AC, ISOC-ECC, RIPE-NCC, OSI-KI, ERAB stb.). NIIF program részvételét irányította európai uniós projektekben (GN1-2-3, 6NET, 6DISS, 6DEPLOY1-2 SEEREN1-2, SEEFIRE, FEDERICA, eInfraNet stb.). |
| 2016 – 2019 vezető tanácsadó a Kormányzati Informatikai Fejlesztési Ügynökségben. Európai és globális együttműködésben való közreműködés a NIIF Program és a teljes magyar kutatói hálózati közösség számára. Nemzetközi kapcsolattartás a kutatói hálózati és e-Infrastruktúra szervezetekben, delegált ill. választott funkciók betöltése (GEANT, e-IRG, ISOC-AC, EOSC stb.) Részvétel európai uniós projektekben, |

### Oktatási tevékenysége
- 1970-1974: BME Villamosmérnöki Kar, egyetemi tanársegéd (Elm.Vill.Tsz.)
- 1974-1975: Kandó Kálmán Műszaki Főiskola, főiskolai adjunktus (Természettud.Tsz.)
- 1975-1976: BME Villamosmérnöki Kar, egyetemi adjunktus (Híradástechn.El.Int.)
- 1985-1991: BME Villamosmérnöki Kar, egyetemi adjunktus (Elm.Vill.Tsz.)
- 1991-2012: BME Villamosmérnöki Kar, címzetes egyetemi docens
- 2004-2010: Pannon Egyetem (Veszprém), egyetemi docens (Elektromosságtan Tsz.)

### Tevékenysége
Dr. Bálint Lajos meghatározó szerepet játszott az NIIF Program nemzetközi aktivitásaiban. 
1992–93 táján az ő és Bakonyi Péter közreműködésével sikerült elérni, hogy Magyarország  NIIF Programmal (akkoriban I2F program) alapító tagkánt csatlakozhasson az európai tagországok részvételével megalakuló európai kutatói      számítógép-hálózathoz. Ennek keretében részt vett a DANTE (”Delivery of Advanced Networking Technology to Europe”) és a TERENA (Trans-European Research and Education Networking Association) megalapításában és szervezésében. Erre alapozva épülhetett ki 1994-95-ben a hazai kutatási és oktatási számítógép-hálózat és az EuropaNet akkor kiemelkedő, 2 Mbit/s sebességű kapcsolata, majd Bálint Lajos diplomáciai erőfeszítéseinek eredményeként 1996-97-ben – a régióból elsőként – sikerült elérniük a 34 Mbit/s sebességű TEN-34 jelű EU projekthez és európai gerinchálózathoz való kapcsolódást. 
Dr. Bálint Lajost 1996-2000 között a TERENA vezetőségébe is beválasztották. 1998-99-ben tevékeny a közreműködésével sikerült elérni, hogy Magyarország és több közép-kelet európai ország az EU 5. Kutatási és Fejlesztési Keretprogramjának QUANTUM projektjében teljes értékű tagként kapcsolódhasson a 155 Mbit/s sebességű TEN-155 európai kutatási hálózathoz. 
2000-től kezdve segítette, hogy egyre több közép- és kelet-európai ország is csatlakozhatott a pán-Európai GEANT (Gigabit European Academic Network Technology) hálózati projekthez. A GÉANT (GN1) volt az első Európai kutatási hálózat amelynek paraméterei és lehetőségei felülmúlták az akkori észak-amerikai Internet2 kutatási hálózatot. 
Bálint Lajos érdeme, hogy a Magyarországon és a közép-kelet európai országokban elérte, hogy a legmodernebb eszközök és technológiák kerüljenek telepítésre a GÉANT részeként. A GEANT számítógép-hálózathoz 10 Gbit/s sebességű csatlakozás Európa tíz legfejlettebb országa közé emelte Magyarországot. Későbbiekben is szorgalmazta a GÉANT további európai és nemzetközi bővítését (pl. Szerbia, Moldova, Azerbajdzsán, Grúzia, Örményország) , melynek eredményeként a szerbiai NREN (AMRES) először Magyarországon keresztül, majd teljes jogú tagként csatlakozott a GÉANT közösséghez.  
Dr. Bálint Lajos és dr. Máray Tamás lobbi és diplomáciai tevékenységének eredményeként 2005-ben Magyarország a NIIF Programmal a DEISA után a PRACE szuper-számítástechnikai projektekhez tudott csatlakozni.
Mindezek mellett Bálint Lajos az európai és globális számítógép-hálózati és informatikai szervezetek delegáltjaként, ill. választott tagjaként aktívan részt vett az európai e-infrastruktúra tájkép alakításában (European Research Area Board (ERAB) tag, az European Networking Policy Group (ENPG) bizottság vezetője, e-Infrastructures Reflection Group (e-IRG) tagja, az Expert Advisory Board on Research Infrastructures (e-IRG) tagja, e-Infrastructures Policy Forum (EIPF) tagja,  ISOC tanácsadó bizottság elnökségi tagja). Az Európai Bizottság Kutatási Főbiztosától kapott felkérés az ERAB (European Research Area Board) munkájában való részvételre egyértelműen jelezte Dr. Bálint Lajos nemzetközi szakmai tekintélyét. 
Legutóbbi megbízatásaként az Európai Nyílt Tudomány Együttműködés (European Open Science Cloud, EOSC) fenntarthatósági munkacsoportjában dolgozott aktívan. 

### Előadások
- Networkshop konferencia előadások

### Díjai, elismerései
- Hírközlési Érdemérem (2017),
- HUNGARNET díj (2012),
- többször miniszteri elismerő oklevél